# Sumner County (Kansas)
Sumner County is een county in de Amerikaanse staat Kansas.
De county heeft een landoppervlakte van 3.061 km² en telt 25.946 inwoners (volkstelling 2000). De hoofdplaats is Wellington.